# Glycosmis parva
Glycosmis parva är en vinruteväxtart som beskrevs av William Grant Craib. Glycosmis parva ingår i släktet Glycosmis och familjen vinruteväxter. Inga underarter finns listade i Catalogue of Life.